# Condado de Boyle
O Condado de Boyle é um dos 120 condados do estado americano de Kentucky. A sede do condado é Danville, e sua maior cidade é Danville. O condado possui uma área de 474 km² (dos quais 3 km² estão cobertos por água), uma população de 28 363 habitantes, e uma densidade populacional de 59 hab/km² (segundo o censo nacional de 2000). O condado foi fundado em 1842.